# Palazzo Capranica
Palazzo Capranica, sito a Roma nell'omonima piazza, all'interno del territorio del rione Colonna, è un edificio del XV secolo, unico esemplare in città dello stile architettonico romanzo capitolino.
L'iscrizione sul portale principale indica nel 1451 l'anno di costruzione, avvenuta per volere del cardinale Domenico Capranica. Prima residenza privata della famiglia Capranica, nel 1457 divenne collegio per ecclesiastici.

## Storia

### La costruzione e il collegio ecclesiastico
Domenico Capranica, vescovo di Fermo, fu il capostipite della famiglia omonima e con lui iniziarono le fortune e l'ascesa dei Capranica, originari del borgo Capranica Prenestina (situato sulla via Prenestina). Nel 1451 fece quindi costruire, acquistando varie case, il palazzo di famiglia.
Due anni prima della morte, precisamente il 5 gennaio 1457 fondò il "Collegio dei poveri scolari della Sapienza Firmana", oggi Almo collegio Capranica, destinato a giovani romani e fermani di umili origini, che avevano deciso di intraprendere la carriera ecclesiastica, perché studiassero soprattutto teologia e diritto canonico; si trattava di quello che oggi chiameremmo seminario (nonostante l'istituzione del "seminario", come lo conosciamo oggi, ebbe luogo durante la controriforma, con il concilio di Trento del 1563).
Fu il fratello di Domenico, il cardinale Angelo Capranica (1423-1478) che, alcuni anni dopo, riuscì ad ottenere da Papa Sisto IV la licenza di costruire una sede specifica per il Collegio, a fianco dell'antico palazzo. Così fece costruire l'edificio caratterizzato dalla torre per il collegio, con portale riservato, e destinò l'edificio più antico - quello con il portale su cui è iscritta la data di costruzione - per la residenza di famiglia.

### Dal XVI al XX secolo
Intorno al 1670, un altro membro della famiglia, Pompeo Capranica (1647-1706), dall'abbattimento di pareti divisorie interne nel primo piano del palazzo ricavò un teatro privato inaugurato il 6 gennaio 1679 e successivamente ampliato con nuovi lavori. Nel 1694 sotto la direzione dell'architetto Carlo Buratti, allievo di Carlo Fontana, il palazzo antico fu quindi ricostruito con una pianta a "U", secondo lo stile dell'epoca, e riccamente ornato.
Chiuso e riaperto molte volte, il teatro fu poi definitivamente abbandonato il 1º marzo 1881. Adibito inizialmente a deposito di mobili, rimase vuoto dal 1895 al 1922 quando fu convertito in sala cinematografica fino al 2000. Nel 2005 fu trasformato in un centro per congressi nel cui ambito si svolgevano anche eventi musicali.

## Descrizione

### Esterni
Il palazzo, fortemente rimaneggiato nel corso dei secoli e recante le tracce delle sopraelevazioni seicentesche, è caratterizzato dalla presenza di una torre angolare a pianta quadrata, con tracce di graffiti e un bassorilievo raffigurante il "Busto di Gesù Salvatore tra due candelieri e due oranti", lo stemma dell'Arciconfraternita del Salvatore; termina la torre una loggia all'ultimo piano, che si apre con due finestre ad arco su entrambi i lati.
Al piano terra assumono grande rilievo i due portali marmorei con architrave: il portale sotto la torre, entrata al collegio, presenta la scritta "COLLEGIUM CAPRANICENSE" mentre quello a destra, ingresso al palazzo originario, reca la data 1451 e l'iscrizione "TEATRO CAPRANICA".
Al primo piano vi è una serie di finestre: tre bifore gotiche e tre rinascimentali guelfe crociate. In quelle gotiche, sui capitelli delle colonnine, vi sono ancora oggi tracce degli stemmi della famiglia Capranica.
Al secondo piano invece, cinque di sei finestre sono murate.